# Popcorn (instrumentální skladba)
Popcorn je instrumentální skladba. Jejím původním autorem je Gershon Kingsley, který ji v roce 1969 vydal na albu Music to Moog By. Skladba se stala známou až s verzí skupiny Hot Butter vydanou roku 1972. V roce 1973 vznikla česká verze nazvaná Jako mandle pražené, kterou nazpíval Jiří Korn.
Skladba Popcorn byla oblíbená v demech pro osmibitové počítače Sinclair ZX Spectrum, kde se objevila v demu Eel demo (demo k programu Soundtracker), a C64. Skladba se také objevila v jednom z dílů ruského seriálu Jen počkej, zajíci! a jako podkladová hudba k jednomu z cyklů o matematice Televizního vysílání pro školy.
O její popularitě svědčí i to, že existuje více než 500 verzí této skladby od různých autorů. Mezi další autory a hudebníky hrající svoji vlastní verzi patří Apollo 100, Jean Michel Jarre, Die Travellers, Guru Josh, Aphex Twin, Denki Groove, Mysterio, Two Milords, DJ Mystik, Spiffy, D-Night, Richi M, Gi Gi D'Agostino, DJ Voyager, Didier Friso, Crazy Frog, Verano, Trance Troopers, Muse či Tove Lo (2 Die 4, 2022).